# Edward Winslow (guvernér)
Edward Winslow (18. října 1595 – 8. května 1655) byl anglický náboženský separatista a puritán, který přicestoval do Severní Ameriky na lodi Mayflower v roce 1620. Byl jedním z Otců poutníků a jednou z vedoucích osobností nejen na lodi ale i později v kolonii v Plymouthu.
Edward Winslow i jeho bratr Gilbert Winslow podepsali na lodi dohodu Mayflower Compact. V Plymouthu působil v řadě vládních funkcí, byl asistent guvernéra, třikrát byl sám guvernérem a zastupoval také kolonii na jednáních v Londýně. Začátkem roku 1621, po smrti guvernéra Johna Carvera se stal jedním z mužů, na nichž byl další guvernér William Bradford závislý. Byl autorem několika důležitých knih, včetně Good Newes from New England (Dobré zprávy z Nové Anglie) a společně s Williamem Bradfordem sepsal knihu Mourt's Relation, která se zbývá především prvním obdobím vztahů s Indiány a končí popisem prvního Dne díkůvzdání (Thanksgiving). V roce 1655 zemřel na horečku během anglické námořní výpravy do Karibiku proti Španělům.
Je jediným původním kolonistou s dochovaným portrétem namalovaným za jeho života. Obraz, spolu s portréty Winslowova syna a tchyně, a různými artefakty rodiny Winslowů, je uložen v Pilgrim Hall Museum v Plymouthu v Massachusetts.

## Životopis

Znak Edwarda Winslowa

### Život v Anglii
Edward Winslow se narodil v roce 1595 a o několik dní později byl pokřtěn. Byl nejstarším synem Edwarda Winslowa staršího z Droitwichu ve Worcestershiru v Anglii a jeho manželky Magdaleny Oliverové, se kterou se oženil předchozí rok v kostele St. Bride's Church, Fleet St., Londýn. Jeho otec, Edward Winslow, se podle rodinných záznamů narodil 17. října 1560 a byl potomkem rodiny Winslowů z Kempsey ve Worcestershire. Rodinná linie existovala v kraji nejméně od roku 1500. Winslowské panství v Kempsey bylo zváno Kersweil, podobně zní Careswell, jak bylo později zváno Plymouthské panství guvernéra Josiaha Winslowa, syna Edwarda Winslowa a jeho ženy Susann White, která s ním také cestovala do Severní Ameriky.
Historik Charles Banks poznamenává, že je vysoce pravděpodobné, že Edward Winslow starší byl synem Kenelma Winslowa z Kempsey. Autor Eugene Stratton ale uvádí, že není možné tento údaj s jistotou potvrdit. Kenelm Winslow, pravděpodobně bratr Edwarda staršího, narozený v roce 1551, žil v roce 1605 ve Worcesteru a byl yeoman, tedy svobodný sedlák. Není jisté, zda to byli šlechtici, ale je to možné. Edward starší byl šerifem a obchodoval se solí. Edward Winslow měl čtyři mladší bratry: Gilberta (který ho doprovázel na cestě na lodi Mayflower v roce 1620), Johna, Josiaha a Kenelma, z nichž všichni v příštích deseti letech za ním a Gilbertem přicestovali do Severní Ameriky. Mezi dubnem 1606 a dubnem 1611 navštěvoval Edward Winslow školu „The King's School“ při Worcesterské katedrále. Školu vedl Henry Bright, podle historiků výjimečný učitel. O dva roky později, v srpnu 1613, podepsal Edward učednickou smlouvu na dobu osmi let s londýnským občanem Johnem Bealem, papírníkem. Po právním sporu s Bealem byla Winslowova smlouva znovu uzavřena v říjnu 1615, opět na dobu osmi let. Ale Winslow zjevně smlouvu s Bealem opět nedodržel. O dva roky později, v roce 1617 se přestěhoval do Leidenu v Nizozemsku a připojil se k separatistické církvi.

### Leiden 1617–1620
Dne 27. dubna 1618 se Winslow v Leidenu oženil s Elizabeth Barker. Johnson uvádí, že hledání možných anglických předků a záznamů o křtu Elizabeth nebylo úspěšné. Edward Winslow se připojil ke komunitě anglikánské exilové separatistické církve puritánů a pomáhal Williamovi Brewsterovi s tiskem a publikováním knih s náboženskou tematikou. Brewster za pomoci Winslowa v roce 1616 vydal náboženský traktát Perth Assembly (Shromáždění v Perthu). Publikace byla velmi kritická ke králi Jakubovi I. Stuartovi a jeho biskupům. Krále publikace rozlítila a poslal anglické vládní agenty do Nizozemska s rozkazem zatknout Brewstera. Ten byl nucen skrývat se před agenty skoro rok, nejprve v Nizozemsku a poté i v Anglii. Bohužel to bylo v čase kdy leidenská komunita potřebovala jeho pomoc při přípravě odjezdu do Ameriky. Winslow se poměrně brzy stal vedoucí osobností anglické exilové komunity v Leidenu. Dne 10. června 1620 byl Winslow jedním ze čtyř mužů – dalšími byli William Bradford, Isaac Allerton a Samuel Fuller, kteří jako zástupci leidenské komunity napsali dopis svým londýnským agentům Johnu Carverovi a Robertovi Cushmanovi ohledně podmínek, za nichž by komunita mohla vycestovat do Ameriky. Přípravy na cestu trvaly dlouho a bylo potřeba peněz. Finance dával dohromady Thomas Weston za pomoci různých finančních machinací. Historik Nathaniel Philbrick napsal: „...při přípravě na plavbu do Ameriky poutníci ukázali neobyčejný talent při podvádění.“

### Cesta na Mayfloweru

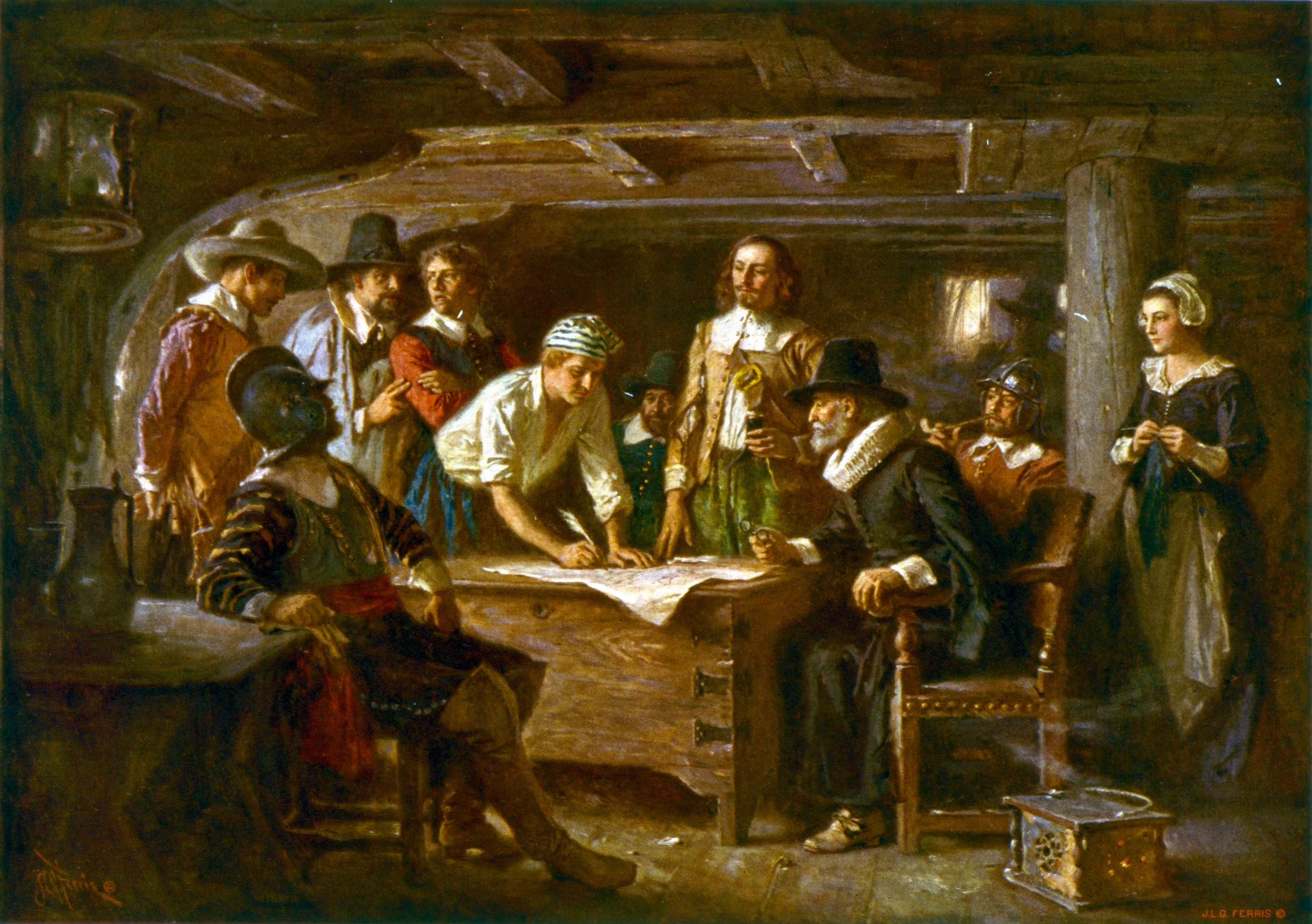
Podepisování smlouvy Mayflower Compact na lodi Mayflower, rok 1620, Jean-Léon Gérôme, 1899

Winslow a jeho manželka Elizabeth byli součástí skupiny leidenských separatistů rozhodnutých odjet daleko od Anglie a represivního režimu krále Jakuba I. Stuarta, do světa, kde by mohli svobodněji praktikovat své náboženství. S organizací cesty jim pomáhal člen obchodní skupiny Merchant Adventurers Thomas Weston. Merchant Adventurers financovala část nákladů s nadějí na pozdější zisk. Na cestu do Ameriky byly najaty dvě lodě, Speedwell a Mayflower. Obě lodě vypluly 5. srpna 1620, ale Speedwell stále nabíral vodu a obě lodě se vrátily do Dartmouthu v Devonu kvůli opravám. Při druhém pokusu Mayflower a Speedwell urazily asi 300 námořních mil (560 km; 350 mil) za Land's End v Cornwallu. Protože Speedwell stále nabíral vodu, vrátila se obě plavidla do Dartmouthu. Pasažéři se rozhodli plout do Ameriky na jediné lodi, na Mayflower.
Mezi lidmi cestujícími byly i čtyři děti bez doprovodu pocházející ze Shiptonu, Shropshire. Jejich otec Samuel More je poslal do emigrace bez vědomí jejich matky po jejím přiznání k cizoložství. More svěřil děti do péče starších separatistů Williama Brewstera, Johna Carvera a Roberta Cushmana. O osmiletou dceru Elinor More se starala rodina Edwarda Winslowa. Tři z dětí se jara nedožily, přežilo pouze jediné, Richard.
Mayflower měla vyplout z Plymouthu v Anglii 6./16. září 1620 (rozdíl mezi juliánským a gregoriánským kalendářem byl tehdy 10 dní). Asi sto stop dlouhá loď vezla přibližně 102 cestujících včetně posádky v extrémně stísněných podmínkách. Druhý měsíc plavby byla loď zasažena bouří, začalo do ní zatékat a cestující leželi nemocní a v mokru. Cestou došlo k dvěma úmrtím, jednoho člena posádky a jednoho cestujícího.
Dne 9. listopadu 1620, asi po měsíčním zdržení v Anglii a dvou měsících na moři, spatřili pasažéři mys Cape Cod. Několik dní se snažili pokračovat v cestě dále na jih, do svého plánovaného cíle, do kolonie ve Virginii, ale silná zimní bouře je přinutila k návratu na Cape Cod. Místem přistání je nynější Provincetown. Zakotvili zde 11./ 21. listopadu 1620. Ten den byl podepsán Mayflower Compact.
Skupina dorazila do oblasti poblíž dnešního Plymouthu v Massachusetts 21. prosince 1620. Byli šťastni, ale to nejhorší mělo teprve přijít. Chladná, drsná zima Nové Anglie.

### Život v kolonii Plymouth
Špatně připravení a špatně zásobovaní kolonisté ztratili během první zimy přes polovinu své populace. Na vině byla celá řada problémů – včetně hladu, kurdějí, a dalších nemocí v jejich první tvrdé zimě na severoamerické pevnině. Dne 21. února 1621 zemřel William White. Zůstala po něm vdova Susanna, a dva synové Resolved White a Peregrine White, první děti narozené v kolonii. Edward Winslow přišel o manželku Elizabeth 24. března 1621. A jen o měsíc a půl později, 12. května 1621, se Edward Winslow a Susanna stali prvními manželskými páry v Plymouthu. Byli oddáni při občanském obřadu vedeném guvernérem Williamem Bradfordem. Pár měl tři syny, jednu dceru a jedno neznámé dítě, které zemřelo jako malé.
Lidé, kteří přežili, tvrdě pracovali, aby si opatřili jídlo a přístřeší. Thomas Weston, obchodní zástupce investiční společnosti Merchant Adventurers byl v Anglii kritizován za to, že vracející se Mayflower nebyla naložena zbožím pro investory, kteří očekávali zisk. William Bradford poslal dopis, v němž popsal problémy, se kterými se kolonisté potýkali. Obviňoval v něm Thomase Westona a uvedl, že guvernér John Carver toho jara zemřel a ztrátu jeho života a života dalších tvrdě pracujících mužů nelze vyvážit penězi. Na podzim 1621 Winslow a ostatní přeživší kolonisté spolu s 90 Indiány uspořádali první oslavu známou jako Díkůvzdání, která trvala 3 dny.

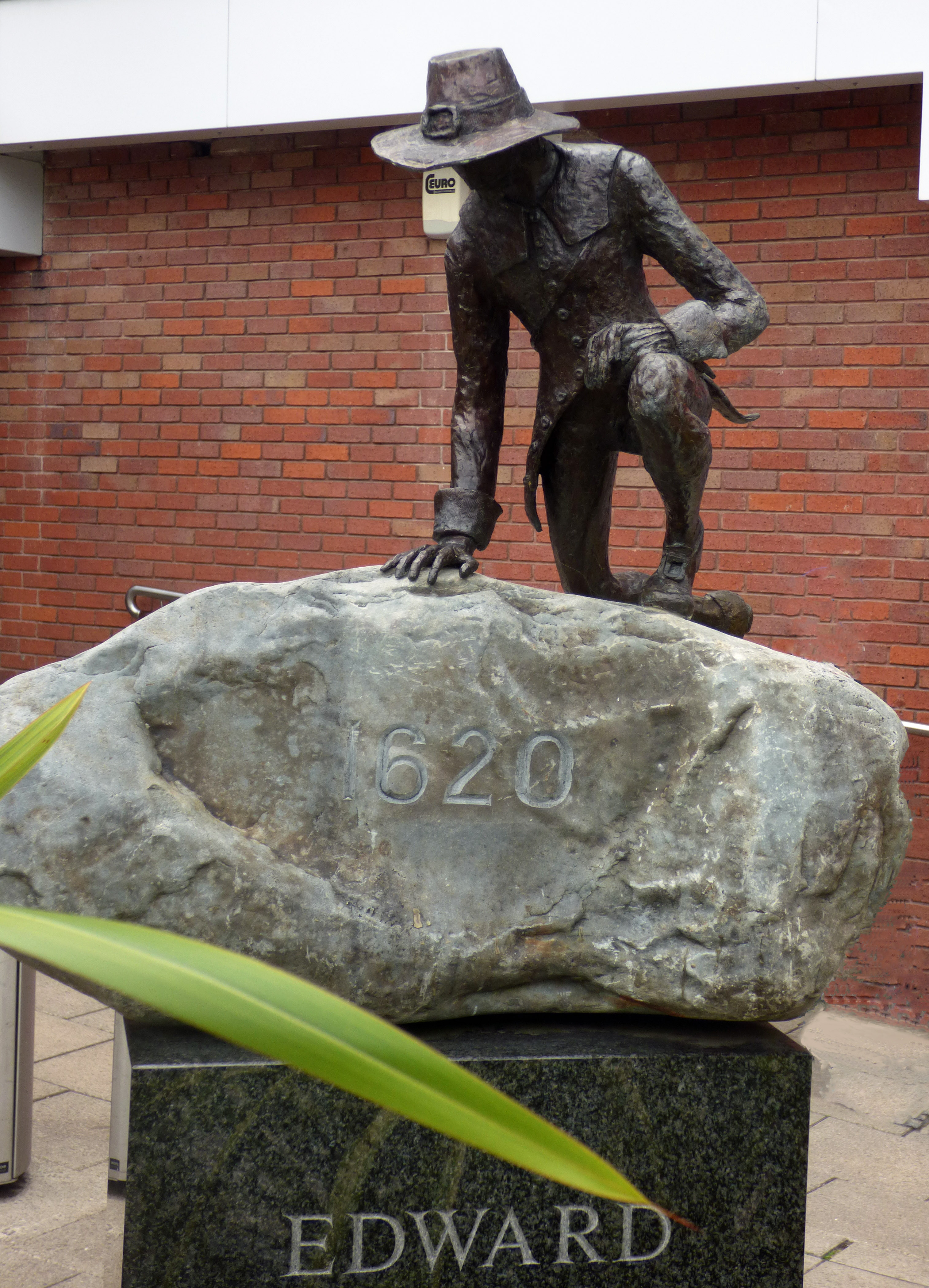
Socha Edwarda Winslowa na náměstí St Andrew's Square, Droitwich Spa, Anglie.

V listopadu 1621 dorazila do kolonie Plymouth loď Fortune. Thomas Weston naložil na loď pouze polovinou potřebných zásob a blížila se další zima. Přesto William Bradford napsal:... „všichni se k tomu postavili statečně“.
Následující rok, přes protivenství zimy, kolonisté dokázali naložit loď Fortune vracející se Anglie množstvím kožešin a dalšího zboží, aby zaplatili více než polovinu svých dluhů vůči investorům. Loď byla přepadena Francouzi když se přiblížila k anglickému pobřeží a veškerý náklad zabrali.

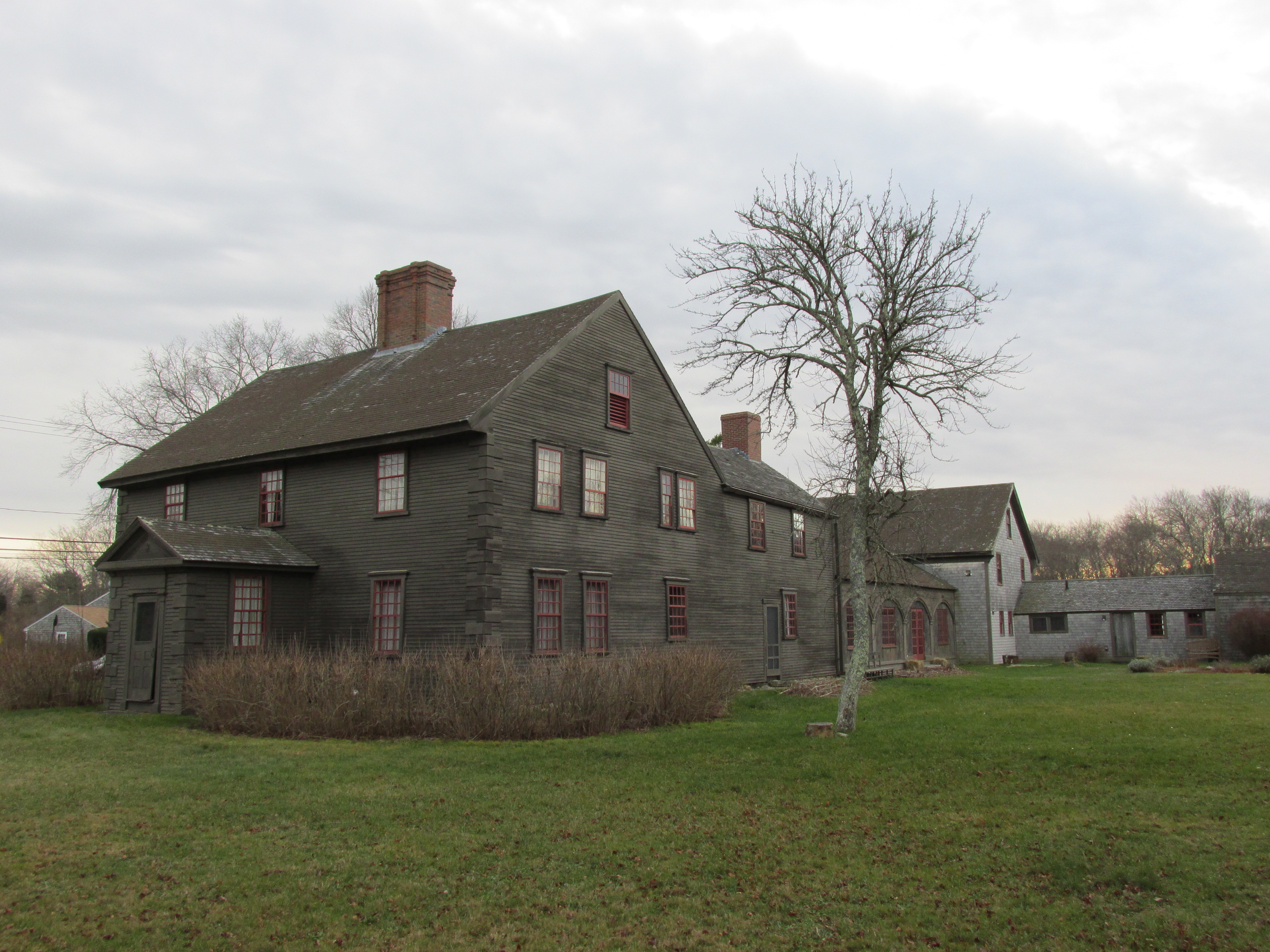
Dům Isaaca Winslowa byl postaven vnukem Edwarda Winslowa. Byl to třetí dům postavený na pozemku uděleném Edwardu Winslowovi (1595–1655) v roce 1630, který zde postavil první usedlost.

### Guvernéři kolonie
Guvernéři kolonie:
| Jméno               | Datum od/do | Jméno              | Datum od/do |
| ------------------- | ----------- | ------------------ | ----------- |
| 1. John Carver      | 1620        | 8. Thomas Prence   | 1638        |
| 2. William Braford  | 1621–1632   | 9. William Braford | 1639–1643   |
| 3. Edward Winslow   | 1633        | 10. Edward Winslow | 1644        |
| 4. Thomas Prence    | 1634        | 11.William Braford | 1645–1656   |
| 5. William Bradford | 1635        | 12. Thomas Prence  | 1657–1672   |
| 7.William Bradford  | 1637        | 14. Josiah Winslow | 1680–1692   |

### Guvernér v Plymouthu a s Cromwellem v Anglii
Winslow navázal přátelství s náčelníkem Wampanoagů Massasoitem, jehož příslušníci obchodovali s kolonisty. V lednu 1629 se kolonisté s Indiány dohodli na zabrání půdy u řeky Kennebec. Na místě vznikla obchodní stanice, (dnes je zde historický národní park Pentagoet) a opevněné obchodní místo v Cushnoc na řece Kennebec. Tím se v této oblasti kolonistům otevřela možnost rozvoje obchodu. Ve stejnou dobu Isaac Allerton otevřel své vlastní obchodní místo na Kennebecu a stal se obchodním rivalem Edwarda Winslowa. Mezi oběma muži tak vznikla nekončící obchodní rivalita.
V roce 1632 podnikl průzkumnou cestu nahoru po řece Connecticut, aby vybral místo vhodné pro kolonizaci. Vybral místo, známé nyní jako město Windsor v Connecticutu, které bylo první anglickou osadou ve státě. Leží na severní hranici hlavního města Connecticutu, Hartfordu.
Edward Winslow byl zkušeným diplomatem. Zastupoval kolonii při jednání s anglickými úředníky. Guvernérem kolonie Plymouth byl v letech 1633–34, 1636–37 a 1644–45. Navíc, v roce 1643 byl Winslow byl jedním z komisařů uskupení „United Colonies of New England“. Úkolem útvaru bylo koordinovat obranu kolonií v Nové Anglii před případnou hrozbou ze strany domorodců či Nového Nizozemí.
Počátkem let 1640 vypukla v Anglii velká občanská válka. Někteří osadníci se vrátili do Anglie, aby se připojili k úsilí svrhnout nenáviděné Stuartovce, Winslow byl jedním z nich. V roce 1646 začal Winslow pracovat pro Olivera Cromwella, lorda protektora. Poté, co byl král Karel I. Stuart v roce 1649 popraven, plánoval Edward Winslow návrat do Plymouthu. Byl ale příliš zapojen do problémů v Anglii a nikdy se už do Plymouthu nevrátil.
Winslow žil na krátkou dobu v Claphamu v Surrey spolu s řadou radikálních puritánských obchodníků, včetně Jamese Sherleye, jednoho z finančníků plavby lodi Mayflower. Tito obchodníci podporovali Winslowovu kampaň za vyslání misionářů k Indiánům v Severní Americe.

### Smrt
V roce 1654 se Winslow účastnil anglické námořní výpravy proti španělským državám v Západní Indii. Angličané zvítězili, ale Winslow onemocněl žlutou zimnicí a zemřel 7. května 1655 poblíž Jamajky.

### Poznámka
1. ↑  V roce 1628 kolonisté z Plymouthu založili na řece Kennebec na místě dnešního města Augusta ve státě Maine obchodní místo zvané Cushnoc nebo také Koussinoc. Dnes je zde archeologické naleziště, které poskytuje přehled o obchodních, životních a stavebních praktikách v počátcích koloniálního osídlení v Nové Anglii. V roce 1993 byla oblast vyhlášena národní kulturní památkou.V tomto článku byl použit překlad textu z článku Cushnoc Archeological Site na anglické Wikipedii.